# Campeonato Mundial de Atletismo

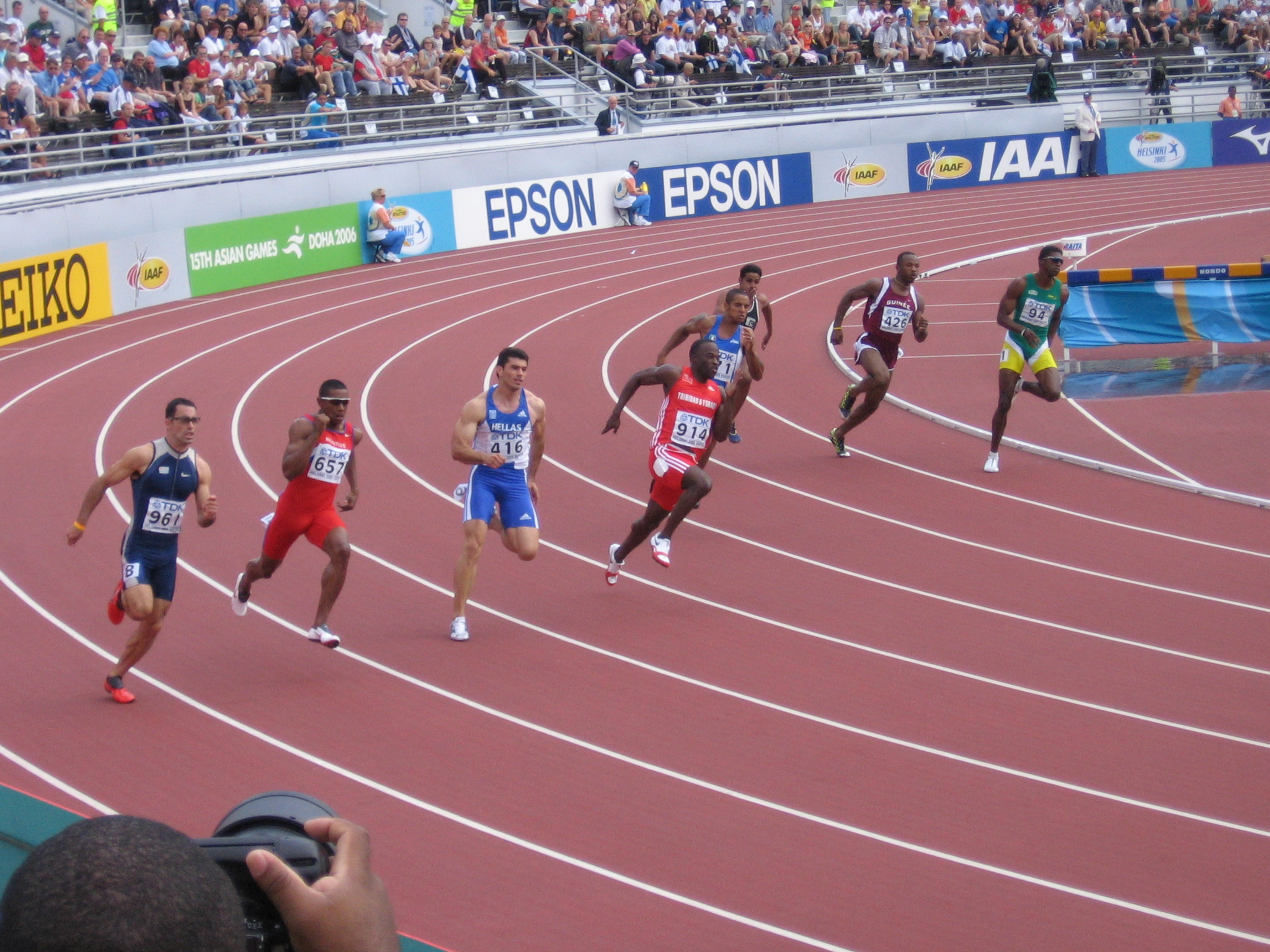
200 metros rasos em Helsinque 2005.

Campeonato Mundial de Atletismo é um evento organizado pela World Athletics, órgão máximo da modalidade, e disputado pela primeira vez em Helsinque na Finlândia, em 1983. Inicialmente realizado a cada quatro anos, desde 1991 é disputado a cada dois, nos anos imediatamente posteriores e anteriores aos Jogos Olímpicos e reunindo a nata do atletismo mundial.

## História
A ideia de se criar um campeonato mundial de atletismo surgiu pouco antes da disputa da primeira edição em 1983. Em 1913 a IAAF decidiu que os Jogos Olímpicos seriam considerados o campeonato a nível mundial de modalidade. Assim se manteve por 50 anos, até que por volta dos anos 1960 começou a surgir entre os membros da IAAF a ideia de se criar um campeonato da mesma importância das Olimpíadas. Em 1976 no conselho da IAAF em Porto Rico, foi aprovado a criação do primeiro campeonato mundial.
Apresentaram candidatura para sediar a primeira edição as cidades de Stuttgart, na Alemanha Ocidental, e Helsinque, na Finlândia, com a segunda sendo escolhida para sediar o evento em 1983 no Estádio Olímpico de Helsinque (onde disputou-se as provas de atletismo nos Jogos Olímpicos de 1952).
Dois campeonatos mundiais específicos precederam a criação do campeonato mundial da World Athletics: em 1976 teve apenas um evento, a marcha atlética de 50 km, que havia sido retirada do programa do esporte nos Jogos Olímpicos de Verão de 1976 e a IAAF decidiu fazer o seu próprio evento. Quatro anos mais tarde, um outro campeonato mundial de atletismo foi realizado especificamente para duas provas femininas que acabaram de ser reconhecidas pela entidade, mas devido a falta de tempo hábil elas não estiveram nos Jogos Olímpicos de Verão do mesmo ano, os 400 m com barreiras e os 3 mil metros.
Desde então a competição vem crescendo em participação. Em 1983, 1 300 atletas aproximadamente de 154 países disputaram o mundial, números que se elevaram para 1 907 atletas de 203 países em Paris 2003.
O número de eventos também sofreu alterações com o passar dos anos, sendo incluídas novas provas, sempre para mulheres. Em 2005 o campeonato contou com o mesmo número de provas para homens e mulheres. As diferenças ficaram por conta da prova extra dos 50 quilômetros de marcha atlética masculina e as provas dos 100 metros com barreiras e heptatlo para mulheres, equivalentes aos 110 metros com barreiras e o decatlo para os homens.
Provas que foram incorporadas ao mundial em cada edição:
- 1987: 10 000 metros e 10 quilômetros de marcha atlética femininos.
- 1993: salto triplo feminino.
- 1995: 5 000 metros feminino, em substituição aos 3 000 metros.
- 1999: salto com vara e lançamento de martelo femininos. Os 20 quilômetros da marcha atlética feminino em substituição aos 10 quilômetros.
- 2005: 3 000 metros com obstáculos feminino.
- 2017: a marcha atlética de 50 km foi permitida para as mulheres.
- 2019: o revezamento 4x400 metros misto foi adicionado.

## Campeonatos
| Edição | Ano  | Cidade              | País           | Período                         | Local                          | Eventos | Atletas |
| ------ | ---- | ------------------- | -------------- | ------------------------------- | ------------------------------ | ------- | ------- |
| –      | 1976 | Malmö               | Suécia         | 18 de setembro                  | Malmö Stadion                  | 1       | 42      |
| –      | 1980 | Sittard             | Países Baixos  | 14 de agosto – 16 de agosto     | De Baandert                    | 2       | 42      |
| 1.ª    | 1983 | Helsinque           | Finlândia      | 7 de agosto – 14 de agosto      | Estádio Olímpico de Helsinque  | 41      | 1 333   |
| 2.ª    | 1987 | Roma                | Itália         | 22 de agosto – 6 de setembro    | Estádio Olímpico de Roma       | 43      | 1 419   |
| 3.ª    | 1991 | Tóquio              | Japão          | 23 de agosto – 1 de setembro    | Estádio Olímpico de Tóquio     | 43      | 1 491   |
| 4.ª    | 1993 | Stuttgart           | Alemanha       | 13 de agosto – 22 de agosto     | Gottlieb-Daimler-Stadion       | 44      | 1 630   |
| 5.ª    | 1995 | Gotemburgo          | Suécia         | 5 de agosto – 13 de agosto      | Estádio Ullevi                 | 44      | 1 755   |
| 6.ª    | 1997 | Atenas              | Grécia         | 1 de agosto – 10 de agosto      | Estádio Olímpico de Atenas     | 44      | 1 785   |
| 7.ª    | 1999 | Sevilha             | Espanha        | 20 de agosto – 29 de agosto     | Estádio Olímpico de La Cartuja | 46      | 1 750   |
| 8.ª    | 2001 | Edmonton            | Canadá         | 3 de agosto – 12 de agosto      | Commonwealth Stadium           | 46      | 1 602   |
| 9.ª    | 2003 | Paris - Saint-Denis | França         | 23 de agosto – 31 de agosto     | Stade de France                | 46      | 1 679   |
| 10.ª   | 2005 | Helsinque           | Finlândia      | 6 de agosto – 14 de agosto      | Estádio Olímpico de Helsinque  | 47      | 1 687   |
| 11.ª   | 2007 | Osaka               | Japão          | 24 de agosto – 2 de setembro    | Estádio Nagai                  | 47      | 1 800   |
| 12.ª   | 2009 | Berlim              | Alemanha       | 15 de agosto – 23 de agosto     | Estádio Olímpico de Berlim     | 47      | 1 895   |
| 13.ª   | 2011 | Daegu               | Coreia do Sul  | 27 de agosto – 4 de setembro    | Daegu Stadium                  | 47      | 1 742   |
| 14.ª   | 2013 | Moscou              | Rússia         | 10 de agosto – 18 de agosto     | Estádio Luzhniki               | 47      | 1 784   |
| 15.ª   | 2015 | Pequim              | China          | 22 de agosto – 30 de agosto     | Estádio Nacional de Pequim     | 47      | 1 761   |
| 16.ª   | 2017 | Londres             | Reino Unido    | 5 de agosto – 13 de agosto      | Estádio Olímpico de Londres    | 48      | 1 857   |
| 17.ª   | 2019 | Doha                | Catar          | 27 de setembro – 6 de outubro   | Estádio Internacional Khalifa  | 49      | 1 775   |
| 18.ª   | 2022 | Eugene              | Estados Unidos | 5 de agosto – 14 de agosto      | Hayward Field                  | 49      | 1 705   |
| 19.ª   | 2023 | Budapeste           | Hungria        | 26 de agosto – 3 de setembro    | Centro Atlético Nacional       | 49      | 2 187   |
| 20.ª   | 2025 | Tóquio              | Japão          | 13 de setembro – 21 de setembro | Estádio Nacional do Japão      |         |         |
| 21.ª   | 2027 | Pequim              | China          |                                 | Estádio Nacional de Pequim     |         |         |

## Quadro de medalhas geral
Total de medalhas conquistas por nação desde 1983. Em itálico os países que não mais participam do mundial:
| Posição | País                  | Ouro | Prata | Bronze | Total |
| 1       | Estados Unidos        | 144  | 94    | 80     | 318   |
| 2       | Alemanha [a]          | 57   | 49    | 56     | 162   |
| 3       | Rússia                | 55   | 61    | 56     | 172   |
| 4       | Quênia                | 50   | 43    | 35     | 128   |
| 5       | Jamaica               | 31   | 44    | 35     | 110   |
| 6       | Grã-Bretanha          | 25   | 30    | 34     | 89    |
| 7       | Etiópia               | 25   | 22    | 25     | 72    |
| 8       | União Soviética       | 22   | 25    | 28     | 75    |
| 9       | Cuba                  | 20   | 23    | 12     | 55    |
| 10      | Polônia               | 15   | 11    | 17     | 43    |
| 11      | República Tcheca      | 13   | 5     | 4      | 22    |
| 12      | China                 | 11   | 18    | 15     | 44    |
| 13      | Itália                | 11   | 15    | 13     | 39    |
| 14      | Bielorrússia          | 11   | 12    | 14     | 37    |
| 15      | Ucrânia               | 11   | 10    | 14     | 35    |
| 16      | França                | 10   | 15    | 20     | 45    |
| 17      | Marrocos              | 10   | 11    | 7      | 28    |
| 18      | Austrália             | 10   | 10    | 12     | 32    |
| 19      | Espanha               | 8    | 15    | 16     | 39    |
| 20      | África do Sul         | 8    | 6     | 6      | 20    |
| 21      | Suécia                | 8    | 3     | 5      | 16    |
| 22      | Finlândia             | 7    | 8     | 6      | 21    |
| 23      | Canadá                | 6    | 13    | 12     | 31    |
| 24      | Noruega               | 6    | 5     | 2      | 13    |
| 25      | Argélia               | 6    |       | 3      | 9     |
| 26      | Roménia               | 5    | 8     | 9      | 22    |
| 27      | Bahamas               | 5    | 8     | 7      | 20    |
| 28      | Portugal              | 5    | 6     | 6      | 17    |
| 29      | Bulgária              | 5    | 3     | 7      | 15    |
| 30      | Bahrein               | 5    | 1     | 2      | 8     |
| 31      | Nova Zelândia         | 5    |       | 1      | 6     |
| 32      | Japão                 | 4    | 6     | 13     | 23    |
| 33      | Grécia                | 4    | 5     | 11     | 20    |
| 34      | Tchecoslováquia       | 4    | 4     | 3      | 11    |
| 35      | Suíça                 | 4    |       | 3      | 7     |
| 36      | Croácia               | 3    | 3     |        | 6     |
| 36      | Irlanda               | 3    | 3     |        | 6     |
| 38      | México                | 3    | 1     | 8      | 12    |
| 39      | Moçambique            | 3    | 1     | 1      | 5     |
| 40      | Equador               | 3    | 1     |        | 4     |
| 41      | Dinamarca             | 3    |       | 1      | 4     |
| 42      | Países Baixos         | 2    | 5     | 7      | 14    |
| 43      | Trinidad e Tobago     | 2    | 5     | 6      | 13    |
| 44      | Estónia               | 2    | 4     | 2      | 8     |
| 45      | Catar                 | 2    | 2     | 1      | 5     |
| 45      | Lituânia              | 2    | 2     | 1      | 5     |
| 47      | Uganda                | 2    | 1     | 2      | 5     |
| 48      | República Dominicana  | 2    | 1     | 1      | 4     |
| 49      | Tajiquistão           | 2    | 1     |        | 3     |
| 50      | Colômbia              | 2    |       |        | 2     |
| 51      | Brasil                | 1    | 6     | 6      | 13    |
| 52      | Namíbia               | 1    | 4     |        | 5     |
| 53      | Zâmbia                | 1    | 2     |        | 3     |
| 54      | Eslovênia             | 1    | 1     | 2      | 4     |
| 55      | Botswana              | 1    | 1     |        | 2     |
| 55      | Eritreia              | 1    | 1     |        | 2     |
| 55      | Panamá                | 1    | 1     |        | 2     |
| 58      | São Cristóvão e Neves | 1    |       | 4      | 5     |
| 59      | Eslováquia            | 1    |       | 3      | 4     |
| 60      | Granada               | 1    |       | 1      | 2     |
| 60      | Senegal               | 1    |       | 1      | 2     |
| 60      | Síria                 | 1    |       | 1      | 2     |
| 60      | Somália               | 1    |       | 1      | 2     |
| 64      | Barbados              | 1    |       |        | 1     |
| 64      | Coreia do Norte       | 1    |       |        | 1     |
| 66      | Hungria               |      | 6     | 5      | 11    |
| 67      | Nigéria               |      | 4     | 4      | 8     |
| 68      | Cazaquistão           |      | 3     | 4      | 7     |
| 69      | Djibuti               |      | 2     | 1      | 3     |
| 69      | Israel                |      | 2     | 1      | 3     |
| 69      | Tunísia               |      | 2     | 1      | 3     |
| 69      | Turquia               |      | 2     | 1      | 3     |
| 73      | Camarões              |      | 2     |        | 2     |
| 73      | Costa do Marfim       |      | 2     |        | 2     |
| 73      | Porto Rico            |      | 2     |        | 2     |
| 76      | Bélgica               |      | 1     | 4      | 5     |
| 77      | Áustria               |      | 1     | 1      | 2     |
| 77      | Burundi               |      | 1     | 1      | 2     |
| 77      | Chipre                |      | 1     | 1      | 2     |
| 77      | Gana                  |      | 1     | 1      | 2     |
| 77      | Sri Lanka             |      | 1     | 1      | 2     |
| 77      | Suriname              |      | 1     | 1      | 2     |
| 83      | Bermudas              |      | 1     |        | 1     |
| 83      | Egito                 |      | 1     |        | 1     |
| 83      | Sudão                 |      | 1     |        | 1     |
| 83      | Tanzânia              |      | 1     |        | 1     |
| 87      | Sérvia                |      |       | 3      | 3     |
| 88      | Letônia               |      |       | 2      | 2     |
| 89      | Arábia Saudita        |      |       | 1      | 1     |
| 89      | Bósnia e Herzegovina  |      |       | 1      | 1     |
| 89      | Dominica              |      |       | 1      | 1     |
| 89      | Haiti                 |      |       | 1      | 1     |
| 89      | Índia                 |      |       | 1      | 1     |
| 89      | Irã                   |      |       | 1      | 1     |
| 89      | Samoa Americana       |      |       | 1      | 1     |
| 89      | Zimbabwe              |      |       | 1      | 1     |
|         | Total                 | 670  | 685   | 681    | 2 036 |

- a. ^  Inclui as medalhas conquistadas pelas então Alemanha Ocidental e Alemanha Oriental entre 1983 e 1990.